# Online építőanyag-kereskedelem Magyarországon
Az online kereskedelem az utóbbi években robbanásszerű növekedésen ment keresztül, és ez alól az építőanyag-kereskedelem sem kivétel. Az internetes vásárlás kényelmét és gyorsaságát egyre több építkező és felújító ismeri fel, így a hagyományos építőanyag-kereskedések mellett az online platformok szerepe is folyamatosan nő. Magyarországon az online építőanyag-kereskedelem az elmúlt évtizedben jelentős fejlődésen ment keresztül, és a piac mára már számos szereplőt foglal magában, akik különböző termékkínálattal, logisztikai megoldásokkal és szolgáltatásokkal próbálják megnyerni a vásárlókat. Ez a cikk részletesen bemutatja az online építőanyag-kereskedelem növekedését Magyarországon, valamint a legnagyobb szereplők piaci jelenlétét.

## Az online építőanyag-kereskedelem növekedése Magyarországon
Az online építőanyag-kereskedelem Magyarországon az utóbbi évtizedben gyors növekedésen ment keresztül. Ennek főbb okai közé tartozik a digitalizáció elterjedése, a vásárlói szokások változása, valamint a koronavírus-járvány hatásai. A digitalizáció előretörésével egyre több ember kezdte el online intézni vásárlásait, beleértve az építőanyagok beszerzését is. Az interneten történő vásárlás számos előnnyel jár: gyors, kényelmes, és lehetővé teszi a vásárlók számára, hogy az adott termékeket otthonról, bármikor megvásárolják, összehasonlítsák az árakat, és akár házhoz is szállíttassák őket.
A 2010-es évek közepétől kezdve egyre több magyar vállalkozás indított online építőanyag webshopot, és az iparági trendek azt mutatják, hogy az online építőanyag-kereskedelem piaca továbbra is bővülni fog. A 2020-as évek elejére a COVID-19 világjárvány hatására a vásárlói szokások még inkább az online tér felé mozdultak el, mivel az emberek próbálták minimalizálni a személyes boltba járásokat. Az építőipari cégek számára ez új kihívásokat és lehetőségeket egyaránt jelentett, hiszen a kereslet hirtelen megnövekedett, miközben a logisztikai és ellátási láncok is sokkal fontosabb szerepet kaptak.

## A piac szereplői és az online építőanyag-kereskedelem fejlődése
A magyar online építőanyag-kereskedelem piaca évről évre egyre inkább telítődni kezdett, mivel a kereslet mellett a kínálat is bővült. A legnagyobb szereplők jelentős termékkínálattal és számos szolgáltatással próbálják megnyerni a vásárlókat. Az alábbiakban bemutatjuk a legnagyobb szereplőket, akik meghatározó szerepet töltenek be ezen a piacon.

### Bauhaus
A Bauhaus Magyarországon az egyik legnagyobb és legismertebb építőanyag-kereskedő hálózat, amely az online piacra is nagy hangsúlyt fektetett. A Bauhaus több mint 100.000 különböző terméket kínál az online boltján, amelyek között találhatók építőanyagok, szerszámok, festékek, kertészeti termékek, lakásdekorációk, valamint bútorok és háztartási cikkek is. Az online shopban elérhető termékek mindegyike részletes leírással és specifikációkkal van ellátva, így a vásárlók könnyedén megtalálhatják a számukra megfelelő árucikkeket.
A Bauhaus online bolthoz havi szinten közel 2-3 millió látogató érkezik, így Magyarország egyik legnagyobb online építőanyag piacával rendelkezik. A webáruház lehetőséget biztosít a személyes átvételre is, illetve házhoz szállítást is kínál. A szállítási időszakok és a pontos árak átláthatók, így a vásárlók jól tervezhetik meg a vásárlást.

### Fix24.hu
A Fix24.hu egy másik jelentős szereplő a magyar online építőanyag-kereskedelem piacán. A cég széleskörű építőanyag-kínálattal rendelkezik, amely az alapanyagoktól kezdve a szigetelőanyagokon és festékeken át egészen a szerszámokig terjed. A Fix24.hu célja, hogy minden szükséges építőanyagot és segédanyagot elérhetővé tegyen a vásárlók számára, mindezt kényelmesen online, gyors házhoz szállítással.
A Fix24.hu havi látogatottsága 1-1,5 millió között mozog, és a webáruház különösen népszerű a felújítók és az építkezők körében. Az online boltban közel 20.000 termék található, és a vállalat erőssége a gyors és pontos kiszállításban rejlik. A Fix24.hu vásárlói értékelései szerint az ügyfélszolgálat is kiemelkedő, mivel szakképzett tanácsadók segítik a megfelelő termékek kiválasztását.

### Jysk
Bár a Jysk elsődlegesen lakberendezési cikkekről ismert, az online kínálatában építőanyagok és kiegészítők is találhatóak. A Jysk webshopján a vásárlók az alapvető építőanyagokon túl különféle dekorációs és tárolási megoldásokat, valamint kertészeti termékeket is beszerezhetnek. A Jysk webshopja jól megtervezett, és az árak versenyképesek a piacon.
A Jysk webáruház havi látogatottsága körülbelül 1 millió fő, és az online áruházat gyakran használják a vásárlók otthoni felújításhoz szükséges termékek beszerzésére. Az egyszerű és gyors vásárlási folyamat, valamint a szakszerű tanácsadás miatt a Jysk egyre inkább elismert szereplővé vált az online építőanyag-kereskedelem piacán is.

### Praktiker
A Praktiker egy jelentős szereplő az építőanyagok és barkácstermékek piacán, amely a fizikai boltok mellett erős online jelenléttel is rendelkezik. Az online webshop kínálata széleskörű, és az árucikkek között megtalálhatók a hagyományos építőanyagok mellett a festékek, szerszámok, valamint az építőipari kiegészítők is. A Praktiker webshopja kiemelkedő a felhasználóbarát felületével és gyors rendelési folyamatával.
A Praktiker havi látogatottsága körülbelül 1-1,2 millió fő, és az online áruház folyamatosan bővül, újabb termékekkel és szolgáltatásokkal. A vásárlók különösen a gyors kiszállítást és a kedvező árakat értékelik.

### Kika
A Kika főként lakberendezési termékeiről ismert, de online kínálatában építőanyagok és kiegészítők is megtalálhatóak. A Kika webáruházában több mint 10.000 termék szerepel, amelyek között az építőanyagok és azok kiegészítői is jelen vannak. Az online bolt egyszerű navigálhatósága és a termékek széles választéka miatt a vásárlók számára kényelmes vásárlási élményt biztosít.
A Kika havi látogatottsága az online webshopján körülbelül 800.000 fő, és folyamatosan növekvő érdeklődés jellemzi.

## A magyar online építőanyag-kereskedelem jövője és a nemzetközi trendek
A magyarországi online építőanyag-kereskedelem jövője szoros összefüggésben áll a globális kereskedelmi trendekkel, a digitális átalakulással és a vásárlói igények változásával. Az online építőanyag-kereskedelem dinamikusan fejlődik, és várhatóan az elkövetkező években is tovább bővül a piacon belépő új szereplők, valamint a meglévő vállalatok innovatív fejlesztései révén.

### A magyarországi online építőanyag-kereskedelem jövője
A magyar piac jövője optimistán alakítható, mivel az építőipari termékek iránti kereslet folyamatosan növekvő tendenciát mutat, amit az alábbi tényezők befolyásolnak:
1. A digitalizáció további előretörése: A vásárlók egyre inkább az online vásárlás kényelmét részesítik előnyben, különösen az építőanyagok beszerzésében, amelyek gyakran nagyobb logisztikai kihívásokkal járnak a fizikai üzletekben. A digitalizálódó platformok, mint az online konfigurátorok, a virtuális valóság (VR) alapú bemutatók és a mesterséges intelligencia (AI) alapú termékkínálatok mind hozzájárulnak ahhoz, hogy a vásárlók könnyebben válasszanak, és gyorsabban jussanak hozzá a szükséges anyagokhoz.
2. Fenntarthatóság és környezetbarát építőanyagok iránti kereslet: A környezettudatosság növekedésével párhuzamosan a vásárlók egyre inkább olyan építőanyagokat keresnek, amelyek fenntartható forrásból származnak, és amelyek csökkentik a környezeti terhelést. Az online építőanyagkereskedők számára fontos lesz, hogy a kínálatukba beépítsék a fenntartható termékeket, például energiatakarékos megoldásokat, újrahasznosítható anyagokat vagy alacsony szén-dioxid-kibocsátású termékeket.
3. Automatizált és gyors szállítási megoldások: A vásárlók azonnali elégedettsége érdekében az online építőanyag kereskedőknek kiemelt figyelmet kell fordítaniuk a gyors szállítási lehetőségekre. Az automatizált raktárak, drónos szállítási megoldások és a fejlett logisztikai rendszerek révén a vásárlók gyorsabban és pontosabban juthatnak hozzá a termékekhez.
4. A termékek szélesebb választéka és testreszabhatóság: A különféle építkezési projektek, az egyedi igények és az egyre bővülő termékkínálat azt eredményezhetik, hogy az online kereskedők személyre szabott ajánlatokkal szolgálnak a vásárlók számára. A vásárlók az online platformokon könnyebben találhatják meg a projektjeikhez szükséges egyedi termékeket és kiegészítőket.
5. Széleskörű szakértői tanácsadás és vevőszolgálat: A jövőben egyre több webshop fog integrálni online szakértői tanácsadó szolgáltatásokat, amelyek segítik a vásárlókat a megfelelő termékek kiválasztásában. Emellett a termékek részletes technikai leírásai, videók és interaktív tartalmak, például "hogyan csináld" típusú útmutatók is növelhetik a vásárlói élményt.
6. A mobilvásárlás növekedése: A mobiltelefonok és alkalmazások előretörése miatt az építőanyagok vásárlása egyre inkább mobilbarát platformokon történik. Azok a kereskedők, akik gyorsan és kényelmesen elérhetők mobilalkalmazásokon vagy optimalizált mobiloldalon, nagyobb versenyelőnyhöz juthatnak.

### Nemzetközi trendek az online építőanyag-kereskedelemben
A globális trendek is jelentős hatással vannak a magyar piacra. A következő nemzetközi trendek különösen fontosak a jövőbeli fejlődés szempontjából:
1. E-kereskedelem növekedése az építőiparban: Az online építőanyag-kereskedelem a világ minden táján dinamikusan növekvő iparággá vált. Az Egyesült Államok, az Egyesült Királyság és más nyugat-európai országok piacain már évtizedek óta jelen vannak az online építőanyag kereskedők, és ezen országok tapasztalatai alapján a magyar piac is hasonló fejlődést mutathat.
2. Online platformok és piacok: A különböző online piacok, mint az Amazon, eBay vagy speciális építőipari webáruházak egyre inkább a közvetítő szerepet töltik be, lehetővé téve az építőipari cégek számára, hogy az ő termékeiket értékesítsék egy központi platformon. Ez különösen vonzó lehet a kis- és középvállalkozások számára, akik nem rendelkeznek saját online boltjaikkal.[4]
3. Digitalizált raktárak és gyors logisztikai rendszerek: A globális trendek között szerepel az online építőanyag kereskedők raktárainak és logisztikai rendszereinek digitalizálása. A gépi tanulás, az IoT és a robotizálás lehetővé teszik, hogy a termékek gyorsan és pontosan érkezzenek meg a vásárlókhoz.
4. Okos ház és építkezési megoldások: Az okos technológiák és az IoT (Internet of Things) megoldások iránti kereslet növekedésével egyre több online építőanyag kereskedő kínál olyan termékeket, amelyek támogatják a fenntarthatóságot és a modern, intelligens házak építését. A fenntartható építőanyagok, energiahatékonyságot biztosító megoldások és az okos eszközök iránti kereslet az online építőanyag piachoz is új lehetőségeket kínál.

### A legnagyobb nemzetközi szereplők
1. Amazon: Az Amazon az online építőanyag-kereskedelem egyik legnagyobb nemzetközi szereplője. Az építőipari termékek széles választékát kínálja, és lehetővé teszi a vásárlók számára, hogy a legkülönbözőbb építőanyagokat és szerszámokat online rendeljék meg. Az Amazon az egyszerű és gyors szállítással, valamint a versenyképes árakkal vonzza a vásárlókat.
2. Home Depot: Az Home Depot az Egyesült Államok egyik legnagyobb építőanyag-kereskedője, és az online értékesítései az utóbbi években jelentősen megnőttek. Az online platformjukon építőanyagok, szerszámok, bútorok és kiegészítők széles választéka található, és az online vásárlók számára kényelmes szállítást és személyes átvételi lehetőséget is biztosítanak.
3. Leroy Merlin: A francia Leroy Merlin nemzetközi szinten ismert online építőanyag kereskedő, amely számos európai országban jelen van, és Magyarországon is kínál termékeket. A cég az online térben való aktív jelenlétével és széleskörű termékkínálatával kiemelkedik a nemzetközi piacon.
4. B&Q: A brit B&Q az Egyesült Királyság egyik vezető építőanyag kereskedője, amely szintén jelentős online jelenléttel bír. A B&Q online áruházában építőanyagok, festékek, szerszámok és kertészeti termékek széles választéka található, és a vásárlók kényelmesen rendelhetnek otthonról.

## Az online építőanyag-kereskedelem hatása a tüzépekre
Az online építőanyag-kereskedelem jelentős hatással van a hagyományos tűzépekre, mivel az internetes vásárlás terjedésével egy új versenykörnyezet alakult ki. A tűzépek, mint a hagyományos építőanyag-kereskedők, amelyek gyakran fizikai boltokkal és bemutatótermekkel rendelkeznek, az online piacterek előretörésével kénytelenek alkalmazkodni a változó fogyasztói igényekhez és a digitális térben való versenyhez.

### Növekvő verseny a hagyományos és online kereskedők között
A tűzépek, mint a fizikai boltok, közvetlenül szembesülnek azzal a kihívással, hogy a vásárlók egyre inkább az online építőanyag kereskedéseket választják, mivel azok kényelmesebbek, gyorsabbak és gyakran kedvezőbb árakat kínálnak. Az online boltok a következő előnyöket biztosítanak a vásárlóknak:
- Kényelem és időmegtakarítás: Az online vásárlás lehetővé teszi a vásárlók számára, hogy kényelmesen, otthonról vásároljanak, összehasonlítsák az árakat, és könnyedén megrendeljék az építőanyagokat.
- Széleskörű választék: Az online boltok általában szélesebb termékkínálattal rendelkeznek, mivel nem kötődnek fizikai üzletekhez és raktárakhoz.
- Versenyképes árak: Az online kereskedők a költséghatékony működésük révén gyakran alacsonyabb árakat kínálnak, mivel kevesebb fizikai helyszínt kell fenntartaniuk, és az áruházi alkalmazottak száma is csökkenthető.

Ezáltal a tűzépek számára egyre nagyobb kihívást jelent, hogy versenyképesek maradjanak, mivel az online piacterek egyre inkább elcsábítják a vásárlókat.

### Adaptálódás és új üzleti modellek
A tűzépek a fent említett kihívásokra válaszul próbálnak alkalmazkodni és új üzleti modelleket keresni, amelyek lehetővé teszik számukra a versenyben maradást. Néhány példa arra, hogyan próbálnak a tűzépek reagálni az online kereskedelem terjedésére:
- Online boltok létrehozása: Sok tüzép nyitott online boltokat, ahol a vásárlók az interneten keresztül rendelhetik meg a kívánt termékeket. Az ilyen boltok különösen kényelmesek lehetnek azoknak, akik már ismerik a szükséges építőanyagokat, és nem akarják az időt a fizikai boltban tölteni.
- Hibrid megoldások: Néhány tüzép a hagyományos bolti formát és az online kereskedelmet ötvözi, például azzal, hogy az online rendeléseket a vásárlók a boltban is átvehetik. Ezzel növelhetik a vásárlói élményt, miközben kihasználják az online vásárlás előnyeit.
- Kiszállítási szolgáltatások bővítése: A tűzépek is igyekeznek versenybe szállni az online boltokkal azáltal, hogy gyorsabb és rugalmasabb szállítási lehetőségeket kínálnak. A gyors házhoz szállítás, vagy az ingyenes szállítási promóciók hasonlóvá teszik őket az online kereskedőkhöz.
- Szolgáltatás- és szakértői tanácsadás online: A tűzépek számára a szakértői tanácsadás nyújtása is egyre fontosabb szerepet kap, és ez az online térben is megvalósítható. A vásárlók online konzultálhatnak szakértőkkel, akik segítenek a megfelelő termékek kiválasztásában, vagy megoldásokkal szolgálnak egy-egy építkezési problémára.

### A hagyományos bolti élmény elvesztése és új lehetőségek
A tűzépek egyik nagy előnye a személyes vásárlás élménye, amely az online kereskedelemben nem mindig elérhető. A vásárlók az építőanyagokat kézbe vehetik, és közvetlenül konzultálhatnak az eladókkal, akik a termékek műszaki részleteiről és alkalmazásukról nyújtanak hasznos információkat. Az online kereskedelem számára azonban ez a személyes kapcsolat nem létezik, ezért az online tűzépeknek más módon kell biztosítaniuk a vásárlók számára a kívánt információkat, például részletes termékleírások, videók, valamint online chat és telefonos tanácsadás révén.
A hagyományos tűzépek számára az online kereskedelem előretörésével egy új lehetőség is kínálkozik: a fizikai boltok egyre inkább tapasztalati központokká válhatnak. A vásárlók ellátogathatnak a tűzépbe, megnézhetik és kipróbálhatják az építőanyagokat, majd az online felületen rendelhetik meg őket, ha szükségük van rájuk. A bolti élmény mellett az online rendelési lehetőség kielégíti a vásárlók igényét a gyorsaságra és kényelemre.

### A tűzépek és az online kereskedelem jövője
Bár az online építőanyag-kereskedelem egyre nagyobb szeletet hasít ki a piacon, a hagyományos tűzépek számára még mindig van hely az üzleti sikerhez. A legnagyobb kihívásuk a folyamatos alkalmazkodás és a digitális fejlesztésekre való befektetés, hogy versenyképesek maradhassanak. Ahogy az online kereskedelem és az e-kereskedelmi trendek fejlődnek, úgy a tűzépeknek is figyelembe kell venniük a vásárlói igényeket, és új, innovatív megoldásokat kell kínálniuk.
Az online építőanyag-kereskedelem hatása tehát kétségtelenül komoly átalakulást hozott a tűzépek világában. A jövőben azok a tűzépek maradhatnak sikeresek, akik képesek ötvözni a hagyományos üzleti modelleket az online vásárlói élménnyel, és olyan szolgáltatásokat nyújtanak, amelyek növelik a vásárlói elégedettséget, legyen szó akár az online rendelésről, akár a személyes szakértői tanácsadásról. A hibrid modell, amely az online és offline lehetőségeket is integrálja, valószínűleg a legnagyobb sikert hozhatja számukra a jövőben.